# 锯齿边缘
锯齿边缘（Jagged Edge）是美国节奏布鲁斯组合，发迹于1995年。 两名主唱布赖恩·凯西（Brian Casey）、布兰登·凯西（Brandon Casey）是双胞胎兄弟（生于1975年10月13日），另外两名成员为凯尔·诺曼（Kyle Norman）、理查德·温戈（Richard Wingo）。其中，温戈是最晚加入的。该组合有数支热门歌曲，其中很多是又发掘他们的杰梅因·杜普里制作的。

## 音乐作品
- 《A Jagged Era》 (1997)
- 《J.E. Heartbreak》 (2000)
- 《Jagged Little Thrill》 (2001)
- 《Hard》 (2003)
- 《Jagged Edge》 (2006)
- 《Baby Makin' Project》 (2007)
- 《The Remedy》 (2010)